# محمود الملیجی
محمود المِلیجی (عربی: محمود الملیجی؛ ۲۲ دسامبر ۱۹۱۰ – ۶ ژوئن ۱۹۸۳) یک فیلم‌نامه‌نویس و بازیگر تئاتر و تلویزیون اهل کشور مصر با تبار و اصالت کردی بود وی در ابتدا نقش‌های فرعی را بازی می‌کرد اما در اواخر دههٔ ۳۰ میلادی به یک ستاره تبدیل شد. این بازیگر محبوب در صدها فیلم بازی کرد. محمود المِلیجی معمولاً ایفاگر نقش شخصیت‌های خبیث و شرور بود.